# Laparoskopska hirurgija
Laparoskopska hirurgija ili laparoskopski asistirana hirurgija je minimalno invazivna dijagnostička i terapijska metoda u abdominalnoj hirurgiji, grudnoj hirurgiji, dečijoj hirurgiji, ginekologiji, urologiji i drugim hirurškim granama, tokom koje se ekploracija i operacije trbušnih organa. Metoda se izvodi pomoću endoskopskih instrumenata (laparoskopa — savitljivog instrumenta koji na kraju ima malu video kameru i svetlo), koji se pod kontrolom kamere uvode i pomeraju u trbušnoj duplji kroz otvor formiran u trbušnom zidu.
Iako je na sceni gotovo 100 godina, u obliku kakav danas poznajemo ona je jedna od relativno novih dijagnostičkih i terapijskim metoda u hirurgiji ali i drugim disciplinama, koja se u medicinskoj praksi koristi samo oko nekoliko decenija.
Najčešći laparoskopske operacije je holecistektomija (uklanjanje žučne kese ), hernioplastika, apendektomija (uklanjanje crvuljka). Postepenim razvojem endoskopske tehnike sve više se razvija i spektar laparoskopske hirurgije. Danas se gotovo svi trbušni organi mogu eksplorirati i laparoskopski operisani u modernoj hirurgiji.

## Istorija
Prva upotreba laparoskopije u dečjoj hirurgiji u dijagnostici nepalpabilnog testisa objavljena prvi put od strane N. Cortesija 1986. godine, nakon koje laparoskopija kao moderna i minimalno invazivna hirurška tehnika doživljava svoj procvat u dečjoj hirurgiji poslednje decenije dvadesetog veka, a razvoj nastavlja i širi uporedo sa usavršavanjem laparoskopske opreme, instrumentarijuma i poboljšanjem laparoskopskih tehnika.
Danas praktično svaka abdominalna i urološka hirurška intervencija može da se izvodi i izvodi se na
laparoskopski način. Tehnika izvođenja laparoskopskih intervencija kod dece slična je kao kod odraslih pacijenata, osim instrumentarijuma i opreme koja je sofisticiranija i prilagođena dečjem uzrastu.

## Oblasti hirurgije u kojima se primenjuje
| Hirurške oblasti      | Intervencije |
| --------------------- | --- |
| Opšta hirurgija       | - dijagnostička laparoskopija - holecistektomija - uklanjanje žučne kese - hernioplastika - apendektomija - uklanjanje crvuljka - želudačna fundoplikacija - gastrostomija - stvaranje rupe u stomaku spolja - lečenje perforiranog čira na želucu - resekcija želuca - resekcija tankog i debelog creva - resekcija jetre - splenektomija - uklanjanje slezine |
| Ginekološka hirurgija | - lečenje neplodnosti - sterilizacija - laparoskopski potpomognuta vaginalna histerektomija - uklanjanje maternice - operacije kod ektopične trudnoće |
| Urološka hirurgija    | - laparoskopska nefrektomija (uklanjanje bubrega) - pielopastika - plastična operacija bubrežne karlice - prostatektomija - uklanjanje prostate - cistektomija - uklanjanje mokraćne bešike |

## Vrste laparoskopske hirurgije

### Dijagnostička laparoskopija
Dijagnostička laparoskopija se najčešće kao metoda izbora koristi u dijagnostici nepalpabilnih
(intra-abdominalnih) testisa, interseksualnih anomalija, abdominalne traume, cista jajnika itd.
Dijagnostička laparoskopija je tehnički lako izvodljiva, kratkog je trajanja (do 5 minuta), retkih
kantraindikacija i komplikacija. Najveće vrednosti su minimalna invazivnost u odnosu na hiruršku
eksploraciju i veća pouzdanost od nehirurških metoda u dijagnostici mnogih stanja u hirurgiji, te
mnogi pacijenti izbegnu nepotrebnu hiruršku eksploraciju.

### Operativna laparoskopija
Operativna laparoskopija najčešće koristi kod apendektomije, varikocelektomije, holecistektomije, nefrektomije, Nissenove funduplikacije, ciste ovarijuma, ovariektomije, adneksektomije, orhiektomije, orhiopeksije, FowlerStephensove procedure, adheziolize (postoperativne), cista abdomena, splenektomije, Meskelovog divertikuluma, ehinoko-kusa jetre, herniorafije, subdijafragmalnog apscesa itd.

## Način izvođenja
Postupak se obično obavlja u bolnici u sterilnoj tehnici u operacionoj sali ili dobro opremljenoj endoskopskoj sali. Laparoskopija se obično izvodi pod opštom anestezijom, ili u odabranim slučajevima pod lokalnom anestezijom uz intravensku sedaciju i analgeziju sa opioidnim anestetikom i sedativom kratkog delovanja (npr midazolam ili propofol).
Prvo se koža trbuha čisti i na nju nanose sterilne komprese, kako bi se ograničilo operativno polje.
Nakon toga se napravi mali rez iznad ili ispod pupka, kroz koji se ubacuje laparoskopska cev, sa hladnim svetlom i video kamerom na vrhu. To se naziva pneumoperitoneum. Pacijent može osjetiti nadimanje gasa koji se uklanja na kraju operacije. Dva najčešća korišćena gasa su azotni oksid („smeh gas“) ili ugljen dioksid. Postoji vrlo mali rizik od neželjenih efekata gasa.
Zatim se ubacuje laparoskop i pregledaju svi organi karlice i trbuha preko monitora, na kome hirurg može da povećava prikaz unutrašnjih organa pacijenta na televizijskom ekranu.
Kroz dodatni mali otvor na trbuhu ubacuju se instrumente koji omogućavaju hirurgu da pomera, seče, šije i uklanja strukture operisanih organa tokom operacije.
Nakon intervencije laparoskop se uklanja, svi otvori se zatvaraju ušivanjem, apsorbirajućim šavovima ili hirurškim trakama.
Zavisno od vrste obavljene operaciji, i očekivanja mogućih komplikacija, kroz jedan od otvora može se privremeno postaviti drenažna cev.

## Dobre strane
Prednosti laparoskopskih operacija nad klasičnim hirurškim metodama su:
- brže uspostavljanje ponovnog funkcionisanja gastrointestinalnog trakta,
- manja trauma tkiva,
- manja postoperativna bolnost,
- manja učestalost infekcije rane i drugih postoperativnih komplikacija,
- veća preglednost i komoditet pri radu hirurga,
- bolji operativni pristup unutrašnjim organima,
- bolji estetski rezultati nakon operacije,
- kraći boravak u bolnici i brži sveukupni oporavak,
- manji izostanaka sa posla ili manji izostanak iz škole kod dece,
- kraći rekonvalescentni period i dobar kvalitet života.[2]

## Postoperative komplikacije
Postoperativne komplikacije se podjednako javljaju, kako kod otvorene, tako i kod laparoskopske operativne tehnike, i mogu se podeliti u nekoliko grupa:
Povrede trbušnog zida
Potkožni emfizem, može nastati ukoliko igla ili port za insuflaciju ispadnu ili se i ne plasiraju u peritonealnu šupljinu. Prilikom insuflacije ugljen-dioksida dolazi do nakupljanja gasa u potkožnom prostoru i stvaranja subkutanog emfizema, koji se nekad može proširiti do
vrata i lica. Organizam obično brzo resorbuje ugljen-dioksid i emfizem se dobro toleriše, uz obaveznu ventilacionu podršku i prekid dalje insuflacije ugljen-dioksida.
Pojava hernija nakon laparoskopske hirurgije, na mestu portova, obično se dešava kod upotrebe troakara dimenzija većih od 5 mm, iako su studije zabeležile pojavu hernije i nakon upotrebe portova od 3 mm i kod gojaznih pacijenta koji su sa posebnim rizikom od stvaranja hernije na mesu porta.
U cilju prevencije, neophodno je ranu hirurški zatvoriti po slojevima, odnosno ušiti fasciju, jer se na taj način sprečava njihovo nastajanje. Ukoliko se koristi port od 10 mm, potrebno je zatvoriti i peritoneum.
Povrede visceralnih organa
Povreda visceralnih organa je moguća u bilo kom momentu operacije, od plasiranja troakara pa sve do završetka operacije. Ove povrede mogu biti životno ugrožavajuće, ali i neprimetne, jer se mogu dešavati na mestu udaljenom od mesta zahvata.
Prevencija distenzije šupljih organa (želuca ili mokraćne bešike) se može postići plasiranjem nazogastrične sonde i urinarnog katetera. Posebnu pažnju treba obratiti kod pacijenata koji su ranije imali neku operaciju u abdomenu. Zbog prisutnih adhezija, lako može doći do lezije organa. Ukoliko je lezija creva nastala Veres-ovom iglom, zabeleženo je da bi lezija, ako je manja, mogla spontano zarasti. Međutim, veće lezije je neophodno hirurški zbrinuti.
Povrede parenhimatoznih organa
Povrede parenhimatoznih organa se zbrinjavaju u zavisnosti od veličine lezije. Osim adekvatnog zbrinjavanja slučajno nastale povrede, bitnije je prepoznati da je do neke povrede došlo. Iz tog razloga, neophodna je eksploracija cele peritonealne šupljine, pre i nakon završetka operacije.
Vaskularne povrede
Gasna embolija — može nastati ako se gas insuflira u veći venski sud. To se posebno dešava prilikom primene uređaja za koagulaciju, kada je moguć ulaz ugljen-dioksida u koagulisani krvni sud. U toj situaciji se hitno primenjuju mere rešavanja gasne embolije, kao što je postavljanje pacijenta u drenažni (Trendelenburgov) položaj, prekidanje insuflacije ugljen-dioksid uz forsirano ispuštanje gasa iz trbušne duplje, forsiranu ventilacionu podršku 100% kiseonika i primene mera kardiopulmonalne resuscitacije.
Krvarenje u zidu trbuha — može nastati prilikom ubacivanja troakara, kada najčešće dolazi do lezije donjih epigastričnih krvnih sudova. Da bi izbegli ovu situaciju, troakar je najbolje postaviti lateralno od omotača rektus mišića i prosvetljavanjem zida abdomena, da bi se izbegli krvni sudovi. Ovakvo krvarenje se može zbrinuti termokauterom, ligaturama, a nekada je dovoljan i samo spoljašnji pritisak troakarom.
Povrede velikih krvnih sudova — kao što su aorta, vena kava, ilijačni krvni sudovi, koje se kao jako retke,opisuju u literaturi, mogu se sprečiti pažljivom hirurškom tehnikom.
Infekcija rane
Infekcija rane nastaje intraoperativnom kontaminacijom. Kod nekomplikovanih infekcija rane se dešava u oko 5% slučajeva, a kod perforiranih i do 20%. Preoperativna primena antibiotika značajno
smanjuje infekciju rane.
Febrilnost, crvenilo i otok u predelu operativne rane su klasični simptomi. U slučaju blažih simptoma infekcije, uz redovno previjanje rane dovoljna je peroralna antibiotska terapija, a u
slučaju pojave celulitisa ili sepse, dete se hospitalizuje i nastavlja parenteralna terapija.

## Priprema
Medicinska priprema
Pre laparoskopije moraju se obaviti laboratorijski testovi:
- Kompletna krvna slika (KKS),
- koagulogram,
- krvna grupa i Rh faktor,
- radiogram grudnih organa, bubrega, uretera i mokraćne bešike.

Individualna priprema
Pre laparoskopije pacijentima se savetuje, da:
- Ne uzimaju aspirin ili druge antiinflamatorne lekove jednu nedelju pre operacije, izuzev ukoliko lekar drugačije ne savetuje.
- Prestanu sa uzimanjem lekova koji smanjuju zgrušavanje krvi (antikoagulantni lekovi), npr.: clopidogrel (Plavix), warfarin (Coumadin) ili ticlopidine (Ticlid).
- U zavisnosti od vrste operacije dobiju klizmu i/ili da popiju neki od laksativnih lekova.
- Pre obimnijih operacija konzumiraju lagan obrok, ali samo do ponoći, kada prestaju sa unosom hrane i pića.

## Spoljašnje veze
- „Laparoskopska hirurgija” (PDF). Архивирано из оригинала (PDF) 19. 08. 2019. г. Приступљено 07. 01. 2020. — Opšta bolnica Užice

|  | Molimo Vas, obratite pažnju na važno upozorenje u vezi sa temama iz oblasti medicine (zdravlja). |